# Surtur Rising
Surtur Rising osmi je studijski album švedskog melodičnog death metal sastava Amon Amarth objavljen 28. ožujka 2011. godine, a objavila ga je diskografska kuća Metal Blade Records. Album je završio na 34. mjestu ljestvice Billboard 200 i 19. mjestu kanadske ljestvice Billboard.
Dana 27. lipnja 2011. godine objavljen je glazbeni spot za pjesmu "Destroyer of the Universe". Bio je snimljen u Philadelphiji.

## Popis pjesama
Tekstovi i glazba: Amon Amarth. 
| 1.    | »War of the Gods«                         | 4:31 |
| 2.    | »Töck's Taunt - Loke's Treachery Part II« | 5:56 |
| 3.    | »Destroyer of the Universe«               | 3:40 |
| 4.    | »Slaves of Fear«                          | 4:23 |
| 5.    | »Live Without Regrets«                    | 5:01 |
| 6.    | »The Last Stand of Frej«                  | 5:35 |
| 7.    | »For Victory or Death«                    | 4:27 |
| 8.    | »Wrath of the Norsemen«                   | 3:42 |
| 9.    | »A Beast Am I«                            | 3:35 |
| 10.   | »Doom over Dead Man«                      | 7:23 |
| 48:13 |                                           |      |

## Ljestvice
| Ljestvica (2016.)   | Najviša pozicija |
| ------------------- | ---------------- |
| Austrija            | 12.              |
| Belgija (Flandrija) | 45.              |
| Belgija (Valonija)  | 54.              |
| Francuska           | 146.             |
| Njemačka            | 8.               |
| Irska               | 76.              |
| Švedska             | 8.               |
| Švicarska           | 20.              |
| UK                  | 75.              |
| SAD                 | 34.              |

## Suradnici
| Amon Amarth - Johan Söderberg – gitara - Olavi Mikkonen – gitara - Ted Lundström – bas-gitara - Johan Hegg – vokali - Fredrik Andersson – bubnjevi Dodatni glazbenici - Ronny Milianowicz – prateći vokal - Simon Solomon – glavna gitara (na pjesme 6., 9.) | Ostali suradnici - Tom Thiel – naslovnica albuma - Martin Jacobsson – zborski aranžmani - Steve Brown – fotografije - Thomas Ewerhard – dizajn, grafički dizajn - Jens Bogren – produkcija, snimanje, miks, mastering |